# Alepocephalus rostratus
Alepocephalus rostratus é uma espécie de peixe pertencente à família Alepocephalidae.
A autoridade científica da espécie é Risso, tendo sido descrita no ano de 1820.

## Portugal
Encontra-se presente em Portugal, onde é uma espécie nativa.
O seus nome comum é celindra.

## Descrição
Trata-se de uma espécie marinha. Atinge os 45 cm de comprimento nos indivíduos do sexo feminino.